# Amtsbezirk Mauthausen
Der Amtsbezirk Mauthausen war eine Verwaltungseinheit im Mühlviertel in Oberösterreich.
Der Amtsbezirk war der Kreisbehörde für den Mühlkreis, die sich in Linz befand, unterstellt und besorgte deren Amtsgeschäfte vor Ort. Die Zuständigkeit erstreckte sich neben Mauthausen auf die damaligen Gemeinden Altaist, Bodendorf, St. Georgen an der Gusen, Haid, Langenstein, Luftenberg, Marbach, Obenberg, Pürach, Ried, Schwertberg und Windegg. Damit umfasste er damals drei Märkte und 54 Dörfer.